# Gruppe der rationalen Punkte auf der Einheitshyperbel
Die Gruppe der rationalen Punkte auf der Einheitshyperbel {\displaystyle H(\mathbb {Q} )} besteht aus den Punkten {\displaystyle (x,y)} mit rationalen Koordinaten, für die {\displaystyle x^{2}-y^{2}=1} gilt. Die Gruppe {\displaystyle H(\mathbb {Q} )} besteht aus der Vereinigung beider Hyperbeläste, jeweils für {\displaystyle x<0} und {\displaystyle x>0}.

## Gruppenoperation
Die Menge der rationalen Punkte bildet eine unendliche abelsche Gruppe. Das neutrale Element ist der Punkt {\displaystyle (1,0)}. Die Gruppenoperation oder „Summe“ ist {\displaystyle (x,y)+(t,u)=(xt+yu,xu+yt)}. 
Geometrisch ist dies die Hyperbelwinkeladdition: wenn  {\displaystyle x=\cosh(\alpha )} und {\displaystyle y=\sinh(\alpha )} ist, sowie {\displaystyle t=\cosh(\beta )} und {\displaystyle u=\sinh(\beta )}, dann ist deren Summe {\displaystyle (xt+yu,xu+yt)} der rationale Punkt auf der Einheitshyperbel mit dem Winkel {\displaystyle \alpha +\beta } im Sinne der gewöhnlichen Addition von Hyperbelwinkeln. Es gilt nämlich {\displaystyle xt+yu=\cosh(\alpha +\beta )} und {\displaystyle xu+yt=\sinh(\alpha +\beta )}. Man beachte, dass die "Winkel" jeweils nur als Parameter zu betrachten sind und nicht den tatsächlichen Winkeln der Punkte auf der Hyperbel entsprechen.

## Gruppenstruktur
Die Gruppe {\displaystyle H(\mathbb {Q} )} ist isomorph zu einer unendlichen direkten Summe von zyklischen Untergruppen von {\displaystyle H(\mathbb {Q} )}:
{\displaystyle H(\mathbb {Q} )\cong H'\oplus \left(\bigoplus _{p\in \mathbb {P} }H_{p}\right),}
wobei die Untergruppe {\displaystyle H'=\left\{\pm (1,0)\right\}} aus zwei Elementen besteht und die Untergruppen {\displaystyle H_{p}} die unendlichen zyklischen Gruppen sind, die jeweils von dem Punkt der Form {\displaystyle \left({\tfrac {p^{2}+1}{2p}},{\tfrac {p^{2}-1}{2p}}\right)} erzeugt werden.